# 옥인동

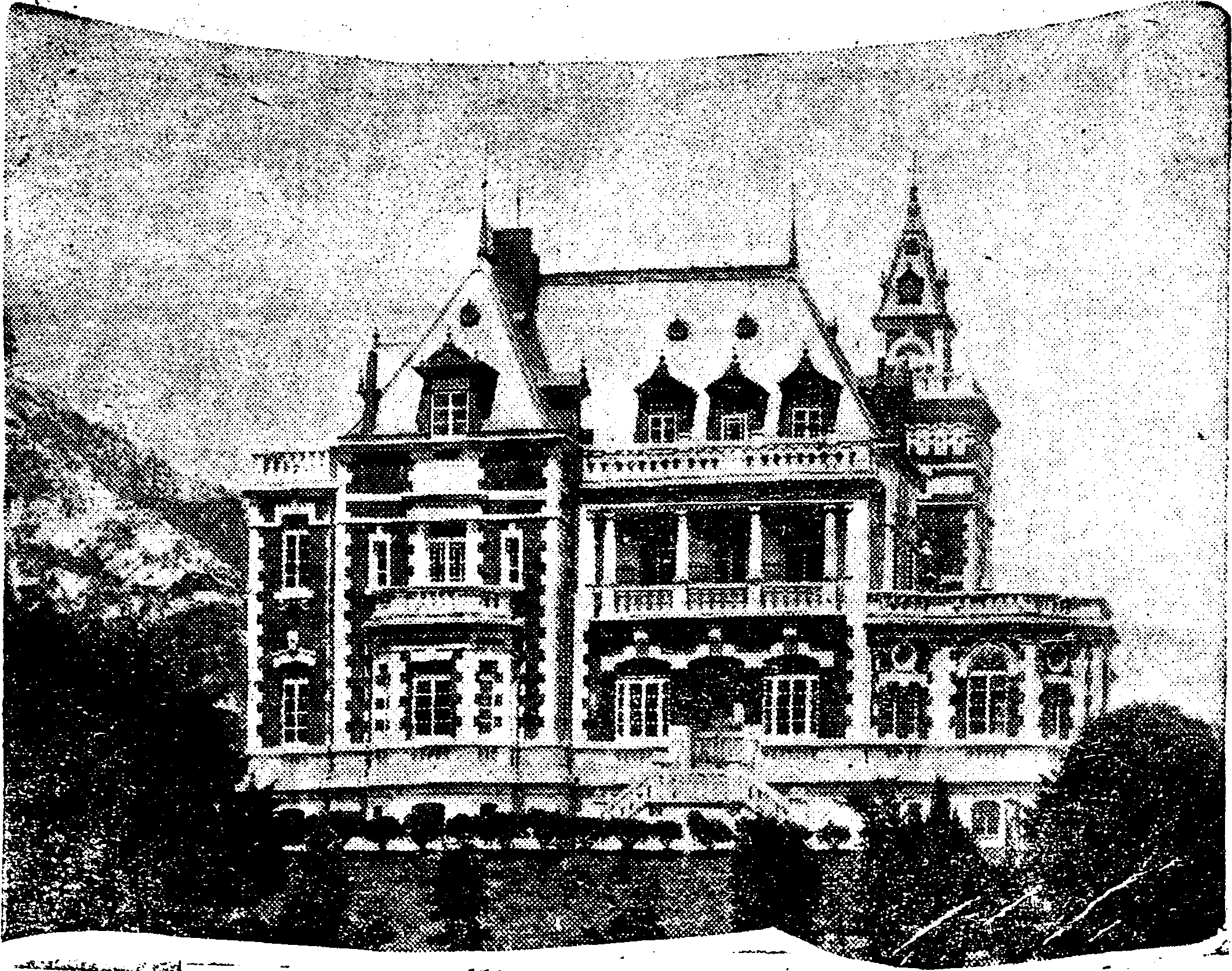
옥인동에 있던 벽수산장 (1926년)

옥인동(玉仁洞)은 서울특별시 종로구에 있는 법정동으로, 행정동인 청운효자동에 속해 있다.

## 지명 유래
옥인동이라는 이름은 1914년에 옥동과 인왕동을 합한 데서 유래했다. 옥동은 옥류동에서 온 이름이고, 인왕동은 인근의 인왕산과 유래가 같다.
옥류동천은 옥인동 일대를 흐르던 하천으로, 수성동 계곡에서 내려오는 본류, 누상동에서 내려오는 지류인 누각동천, 옥인동 47번지 일대에서 내려오는 이름없는 지류,  이렇게 세 물줄기가 합하여 이룬다. 본류가 흘러내려오는 골짜기를 인왕동(仁王洞), 옥인동 47번지 일대를 옥류동(玉流洞)이라고 불렀다.

## 연혁
- 1914년 4월 1일 : 옥동과 인왕동을 옥인동으로 통합
- 1936년 4월 1일 : 옥인정으로 변경
- 1946년 10월 1일 : 옥인동으로 환원
- 1955년 4월 18일 : 행정동 인왕동이 설치되어 옥인동과 통인동을 관할
- 1970년 5월 5일 : 행정동 인왕동을 옥인동으로 개칭
- 1975년 10월 1일 : 행정동 옥인동이 폐지되어 법정동 옥인동은 누상동에서, 법정동 통인동은 효자동에서 관할
- 1977년 9월 1일 : 행정동 누상동이 효자동에 통합
- 2008년 11월 1일 : 행정동 효자동을 청운동과 통합하며 청운효자동으로 동명 변경

## 관광
- 수성동 계곡 (水聲洞 溪谷)
- 종로구립 박노수 미술관
- 윤동주 하숙집 터

## 같이 보기
- 대한민국의 행정 구역